# مسجد الشيخ سليم أبو مسلم
مسجد الشيخ سليم أبو مسلم
هو أحد المساجد التي أنشئت في عصر الدولة الأيوبية في مصر ، بعد أن توفي الشيخ سليم أبو مسلم رأى الملك الصالح ان يقيم له ضريح فوق قبره وألحق بها هذا المسجد وفاءً لما قدمه الشيخ لدين الإسلام، وقامت وزارة الأوقاف ببناء مسجدًا جديدًا محل المسجد القديم بكفر أبومسلم بمحافظة الشرقية . 

## وصفه
يتكون المسجد الحالي من مستطيل يحتوي على صفين من الأعمدة، كل صف يتكون من أربعة أعمدة، يوجد ملحق للمسجد، مصلى للسيدات، المسجد له ستة أبواب، باب رئيسي على الشارع، بابان في حائط القبلة جهة ضريح سيدي سليم أبو مسلم، باب جهة مصلى النساء، بابان جهة ملحق المسجد ومحل الوضوء، يوجد في كلٍ من المسجد والملحق (شخشيخة) تقوم على رقبة مثمنة للتهوية والإضاءة نهارا، سجاد المسجد أحمر اللون، المنبر من الخشب بني اللون. 

## روابط خارجية
- آثار القاهرة الإسلامية نسخة محفوظة 31 مايو 2014 على موقع واي باك مشين.